# النفط في لبنان
منذ عهد الإنتداب الفرنسي بدأ الاهتمام بمسألة النفط والغاز في الدولة اللبنانية، إلا أن الضغوط السياسية وظروف الحرب الأهلية وعدم الإستقرار السياسي في البلاد، وصعوبة استخراجه في الماضي، كلها عوامل أخّرت عملية التنقيب والبحث. وقد أكّدت آخر الدراسات أن بحر لبنان يعوم على غاز يفوق 122 تريليون قدم مكعب و30 إلى 40 بليون برميل من النفط الخام.

## قصة النفط في لبنان
قصة النفط مع لبنان بدأت أيام الانتداب الفرنسي عندما أصدر المفوض السامي الفرنسي هنري دو جوفنيل العام 1926 تشريعاً أجاز فيه التنقيب عن مناجم النفط والمعادن واستثمارها واستخراجها، ولاحقاً أجريت العديد من الدراسات لمعرفة وجود ثروات معدنية وغازية في لبنان، أبرزها الدراسة التي أعدها الباحث الفرنسي لويس دوبرتريه Louis Dubertret في العام 1932، ودراسة أخرى أجراها الجيولوجي الأميركي جورج رونوراد Renouard 
عام 1955 توقع فيها وجود نفط في لبنان·
في العام 1946 قامت شركة نفط العراق IPC بأعمال الحفر في منطقة تربل في الشمال، وفي العام 1953 تمّ حفر بئر أخرى في منطقة يحمر في البقاع الغربي، وبين عامي 1960 و1961 قامت شركة ألمانية[ ؟ ] بحفر بئر لمصلحة الشركة ذاتها في منطقة عدلون، وفي العام 1963 عمدت شركة إيطالية[ ؟ ] إلى حفر بئرين في سحمر وتل زنوب (البقاع) كما في عبرين شرق البترون·
في عام 2002 تعاقدت الحكومة مع شركة سبكتروم الإنكليزية التي قامت بإجراء مسح ثنائي الأبعاد غطّى كامل الساحل اللبناني، وأشار تقرير الشركة إلى احتمال فعلي لوجود النفط والغاز·
ولاحقاً استكملت شركة جي·أي·اس النروجية أعمال البحث من خلال قيامها بمسح ثلاثي الأبعاد في الموقع نفسه، اشار إلى أن أكبر الكميات النفطية موجودة في الشمال مقابل ساحل العبدة·
وتواصلت أعمال البحث الجيولوجي عن النفط حيث أجرت شركة P.G.S مسوحات ثلاثية الأبعاد في العامين 2006 - 2007 واحد ضمن المياه اللبنانية وآخر ضمن المياه اللبنانية - القبرصية، حيث اشارت إلى احتمال وجود كميات تجارية من النفط تصل إلى 50 بالمائة، وان لبنان ربما كان يمتلك مخزونات تصل إلى 8 مليارات برميل·
الا أن الملف لم يتحرك بشكل فعلي إلا بعد إعلان شركة نوبل للطاقة الأميركية في 22 حزيران 2010 بعد فحوص زلزالية ثلاثية الأبعاد أكدت ما كانت شركة P.G.S اكتشفته متحدثة عن وجود حقل هائل للغاز يسمى فيتان يحوي ما لا يقل عن 16 تريليون قدم مكعب في منطقة امتياز لها في البحر المتوسط في منطقة تقع قبالة الشواطئ اللبنانية في منطقة بحرية دولية بين حدود فلسطين البحرية وقبرص·

## أماكن وجود النفط في لبنان
أشار العالم الراحل غسّان قانصوة في دراسات له عن وجود كميات من النفط في لبنان، ولا سيما في المناطق الواقعة بين البترون وطرابلس في المياه الإقليمية اللبنانية· أما الخبير الجيولوجي زياد بيضون أكّد في أبحاث كثيرة له أن النفط موجود في منطقة (الجرف القاري) المغمور بمياه البحر الضحلة على السواحل اللبنانية وليس في المناطق الداخلية، مع عدم استبعاده وجود ابار لا سيما في منطقتي سحمر ويحمر البقاعيتين·
وكان المتخصص في جيولوجيا النفط د. ميشال يمّين أشار في أطروحة الدكتوراه (1981) تحت إشراف البروفسور الروسي أجغيريي إلى احتمال كبير لوجود نفط وغاز في الجرف القاري اللبناني شرقي البحر المتوسط. ذلك أن	«منظومة الصدوع العادية الموازية لصدع الشام (الصدع اللبناني السوري) القديم العهد في شرق البحر الأبيض المتوسط ربما كانت استُخدِمت في تكوين منطقة الجرف القاري ذات السمات المميزة للتحرفات التي تنتمي إلى النمط الساحلي الأطلسي، وأن الحركية العالية لمنظومة الصدوع الشامية كان من شأنها أن تفضي في فترة النيوجين، وربما قبل النيوجين، إلى تشكيل أحواض ساحلية قابلة لأن تتراكم فيها احتياطيات هامة من النفط والغاز الطبيعي».
وبعد المسح الحديث توصّل الخبراء إلى وجود النفط في ثلاث مناطق لبنانية: البترون - شكا والتي تمتد حتى جبل تربل وفي منطقة راشكيدا البترون ومنطقتي سحمر ويحمر في البقاع، ومنطقة عدلون في الجنوب.

## مشاكل تواجه لبنان في استخراج نفطه وغازه
- عدم ترسيم الحدود المائية مع قبرص وسورية وإسرائيل، كذلك عدم ترسيم الحدود البرية مع سوريا، مما يجعل الحقول النفطية الواقعة هناك أماكن متنازع عليها بين هذه البلدان.
- عدم تحديد المناطق الاقتصادية البحرية والتي تتجاوز المياه الإقليمية التي لا تتعدى العشرين كيلومترا. وخاصة أن المنطقة البحرية الاقتصادية في لبنان متداخلة مع نظيرتها في قبرص مما يعقّد عملية تحديد نسبة كل دولة من الحقول الموجودة هناك.
- عدم وجود أسطول[ ؟ ] بحري متطور في لبنان.
- قِدم مصفاتي النفط في طرابلس والزهراني، وعدم وجود خزانات كافية لتخزين الكميات المنوي استخراجها.